# Aesculus assamica
Aesculus assamica är en kinesträdsväxtart som beskrevs av William Griffiths. Aesculus assamica ingår i släktet hästkastanjer, och familjen kinesträdsväxter. Inga underarter finns listade i Catalogue of Life.